# 联合国安全理事会第1687号决议
联合国安理会1687号决议是2006年6月15日在联合国安全理事会第5465次会议通过的。这个决议是关于塞浦路斯局势的，草案由中国、法国、俄罗斯、英国和美国五个常任理事国联合提出。会议由丹麦代表主持，安理会的15个国家全部投了赞成票。
决议对塞浦路斯希腊族和土耳其族两派言行不一致表示遗憾，决定将联合国驻塞浦路斯维持和平部队的任务期限延长至2006年12月15日。

## 相关决议
- 联合国安理会1251号决议